# Spiral (canción)

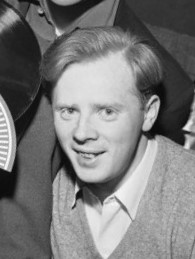
Arne Bendiksen, intérprete de la canción, en 1957.

«Spiral» —en español: «Espiral»— es una canción compuesta por Sigurd Jansen e interpretada en noruego por Arne Bendiksen. Se lanzó como sencillo en 1964 mediante Triola. Fue elegida para representar a Noruega en el Festival de la Canción de Eurovisión de 1964 tras ganar la final noruega, Melodi Grand prix 1964.

## Festival de Eurovisión

### Melodi Grand Prix 1964
Esta canción participó en la final nacional para elegir al representante noruego del Festival de la Canción de Eurovisión 1964, celebrada el 15 de febrero de ese año. Fue presentada por Odd Grythe. La canción fue interpretada dos veces: primero por Elisabeth Granneman con una pequeña banda y luego por Bendiksen con una orquesta grande. Finalmente, la canción resultó ganadora con 61 puntos.

### Festival de la Canción de Eurovisión 1964
Esta canción fue la representación noruega en el Festival de Eurovisión 1964. La orquesta fue dirigida por Karsten Andersen. Además, esta fue la primera vez que Noruega había sido representada por un vocalista hombre, ya que en los años anteriores solo había enviado vocalistas femeninas.
La canción fue interpretada 3ª en la noche del 21 de marzo de 1964, seguida por Dinamarca con Bjørn Tidmand interpretando «Sangem om dig» y precedida por Países Bajos con Anneke Grönloh interpretando «Jij bent mijn leven». Al final de las votaciones, la canción había recibido 6 puntos, y quedó en octavo puesto de un total de 16.
Arne Bendiksen, intérprete de la canción, fue el compositor de cuatro canciones que también representarían al país («Intet er nytt under solen», 1966; «Oj, oj, oj, så glad jeg skal bli», 1969; «Lykken er», 1971; e «It's just a game», 1973), y también el director de orquesta de estas.
Fue sucedida como representación noruega en el Festival de 1965 por Kirsti Sparboe con «Karusell».

## Letra
La canción trata sobre los sentimientos optimistas alrededor del mundo del intérprete. Este expresa estos sentimientos a través de una serie de descripciones, mientras «mis pensamientos dan vueltas».

## Formatos
| Disco de vinilo 7" |               |          |  |
| N.º                | Título        | Duración |  |
| 1.                 | «Spiral»      |          |  |
| 2.                 | «Wedding Day» |          |  |

## Créditos
- Arne Bendiksen: voz
- Sigurd Jansen: composición
- Egil Hagen: letra
- Triola: compañía discográfica

Fuente:

## Historial de lanzamiento
| Región  | Fecha | Formato                    | Discográfica   | Ref.  |
| ------- | ----- | -------------------------- | -------------- | ----- |
| Noruega | 1964  | Disco de vinilo 7", 45 RPM | Triola Records | [ 1 ] |